# Canton de Loury
Le canton de Loury est une ancienne division administrative française du district de Neuville situé dans le département du Loiret.
Le canton prend le nom de canton de Rebréchien à la suite du transfert du chef-lieu de Loury vers Rebréchien.

## Histoire
Le canton est créé le 10 février 1790 sous la Révolution française et disparaît en 1801 (9 vendémiaire, an X) sous le Premier Empire.
Bourgneuf-de-Loury, Loury et Rebréchien sont reversés dans le canton de Neuville ; Vennecy, Traînou et Marigny sont intégrés au canton de Chécy.

## Géographie
Le canton de Loury comprend les six communes suivantes : Le Bourgneuf (puis Bourgneuf-de-Loury), Loury, Marigni (puis Marigny), Rebréchien, Traînou, Vennecy.

## Administration
Le chef-lieu du canton est transféré de Loury à Rebréchien à une date indéterminée.